# محصولات بریتنی اسپیرز

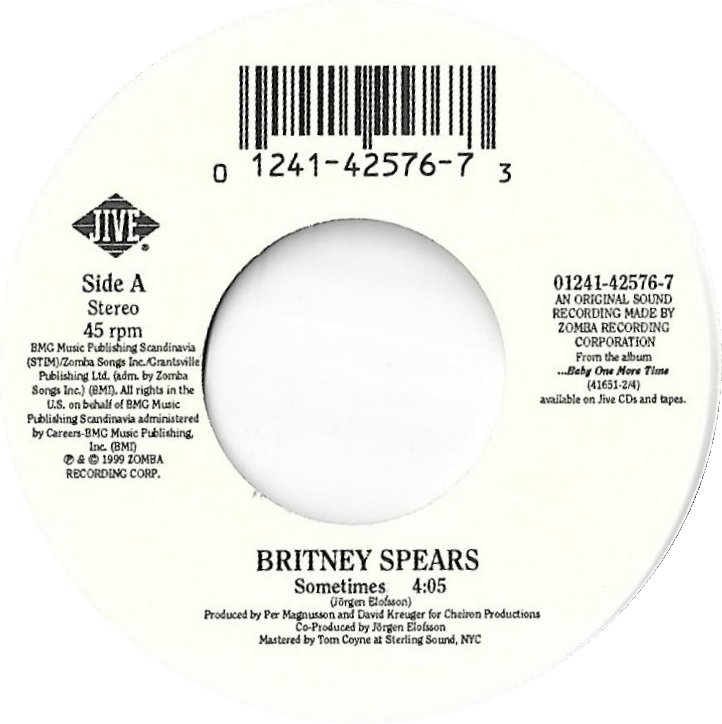
بریتنی اسپیرز

بریتنی اسپیرز، هنرمند آمریکایی، تعدادی از محصولات را توسعه داده و تأیید کرده‌است؛ که شامل نسخه‌های کتاب، بازی ویدئویی، عروسک‌ها، لباس‌ها و عطر است.

## عطرها
بریتنی اسپیرز اولین عطر خود را با نام «کنجکاو» در سال ۲۰۰۴ توسط الیزابت آزدن منتشر کرد که در همان سال ۱۰۰ میلیون دلار درآمد داشت. در سپتامبر ۲۰۰۵، اسپیرز عطر «فنسی» را منتشر کرد. در آوریل ۲۰۰۶، اسپیرز کنجکاو در کنترل را به عنوان یک رایحه با نسخه محدود عرضه کرد. در سال ۲۰۰۶ همچنین شاهد انتشار عطر دیگری با نام نیمه شب فنسی بود. در ۲۴ سپتامبر ۲۰۰۷ تاریخ مجموعه عطرهای "باور" را منتشر کرد. وی ششمین عطر خود با نام "قلب کنجکاو" را در ژانویه سال ۲۰۰۸ منتشر کرد. در دسامبر سال ۲۰۰۸، اسپیرز با انتشار ششمین آلبوم استودیویی خود "سیرک" دو عطر دیگر منتشر کرد. در سال ۲۰۰۹، "کنجکاو" جایزه Glammy را برای "بهترین خرید زیبایی از ۲۰۰۹" شد و توسط مخاطبان مجله Glamour، به عنوان "بهترین عطر داروخانه" انتخاب شد.
از سال ۲۰۰۹، اسپیرز ادعا کرد که ۳۰ میلیون بطری عطر در سراسر جهان به فروش رسانده‌است. از سال ۲۰۱۲، عطرهای او بیش از ۱٫۵ میلیارد دلار درآمد در سراسر جهان کسب کرده بود. طبق گزارش روزنامه دیلی اکسپرس در سال ۲۰۱۳، هر ۱۵ ثانیه یک بطری عطر بریتنی اسپیرز به فروش می‌رسد.

### ریدینس
ریدینس (به انگلیسی: Radiance) یک عطر زنانه است که توسط اسپیرز برای الیزابت آردن در سپتامبر ۲۰۱۰ منتشر شد. اسپیرز ابتدا این عطر را در حساب توئیتر خود اعلام کرد. همچنین «ریدینس» در موزیک ویدئو اسپیرز برای «در مقابل من به‌کار می‌بری» (۲۰۱۱) و «مجرم» (۲۰۱۱) تبلیغ شد.

## لباس
در مارس ۲۰۰۹، اسپیرز با همکاری Candie’s، یک برند لباس نوجوانان و نوجوانان به بازار عرضه کرد. پس از دو سال اعلام شد که اسپیرز مجموعه ای از نسخه‌های محدود را برای Candie طراحی خواهد کرد که تا اواسط سال رونمایی می‌شود. این محصولات در تاریخ ۱ ژوئیه ۲۰۱۰ با قیمت ۱۴ تا ۷۸ دلار به فروش می‌رسید. وی در مصاحبه با این استایل اعلام کرد چند قطعه دیگر نیز در ماه سپتامبر و اکتبر به فروش می‌رسد و او دوست دارد دوباره برای آنها طراحی کند.
در اوت ۲۰۱۴، اسپیرز با همکاری شرکت دانمارکیChange Lingerie، خط تولید لباس‌های زیر را راه اندازی کرد.

## کتابها
- قلب به قلب (۹ مه ۲۰۰۰)
- هدیه مادر (۱۰ آوریل ۲۰۰۱)
- استیج‌ها (از جمله ۳ روز دی‌وی‌دی در مکزیک، دسامبر ۲۰۰۲)

## سایر محصولات
بریتنی اسپیرز در دسامبر سال ۲۰۱۴ در انگلستان طیف وسیعی از محصولات مراقبت از مو را در فروشگاه زنجیره ای لیدل منتشر کرد. در اوایل کارش خط تولید عینک آفتابی را راه اندازی کرد. اسپیرز کالاهای تجاری دیگری را نیز از جمله دفترچه یادداشت، قلم، پوشه، ساعت دیواری، کارت روز ولنتاین، پوستر، مبلمان، تقویم، اسباب، پازل، زنجیره‌های کلیدی، آدامس، آب نبات، برچسب، خالکوبی بدن، لاک ناخن، جواهرات، ساعت، شمع، ظروف، محصولات مو، کفش، دوربین‌های یکبار مصرف، بازی‌ها، کیسه‌های خواب، لباس و کیف را تولید کرد.